# Centralité intermédiaire

Graphe non-orienté dont les sommets sont colorés selon leur centralité d'intermédiarité, de la plus faible (en rouge) à la plus élevée (en bleu).

En théorie des graphes et théorie des réseaux, la centralité intermédiaire, centralité d'intermédiarité ou intermédiarité est une mesure de centralité d'un sommet d'un graphe. Elle est égale au nombre de fois que ce sommet est sur le chemin le plus court entre deux autres nœuds quelconques du graphe. Un nœud possède une grande intermédiarité s'il a une grande influence sur les transferts de données dans le réseau, sous l'hypothèse que ces transferts se font uniquement par les chemins les plus courts.

## Définition
La centralité d'intermédiarité d'un sommet {\displaystyle v} est donnée par l'expression :
{\displaystyle g(v)=\sum _{s\neq v\neq t}{\frac {\sigma _{st}(v)}{\sigma _{st}}}}
où {\displaystyle \sigma _{st}} est le nombre de plus courts chemins de {\displaystyle s} à {\displaystyle t} et {\displaystyle \sigma _{st}(v)} est le nombre de tels chemins passant par {\displaystyle v}.